# César Martins de Oliveira
César Martins de Oliveira (São João da Barra, 13 april 1956 – Rio de Janeiro, 17 september 2024) was een Braziliaans voetballer, beter bekend onder zijn spelersnaam César. 

## Biografie
César begon zijn carrière bij America uit Rio de Janeiro in de tijd dat deze club nog in de Série A speelde. In 1979 werd hij topschutter van de competitie, met één doelpunt meer dan Roberto César van Cruzeiro, ondanks het feit dat de club zich niet eens voor de laatste fase kon plaatsen. Door dit succes werd hij opgemerkt door het Portugese Benfica Lissabon en ging hij daar vier jaar spelen. Met Benfica werd hij twee keer kampioen, drie keer bekerwinnaar en won hij één keer de Supercup, al was hij niet altijd een basisspeler. In 1983 keerde hij terug naar Brazilië en ging voor topclub Grêmio spelen, die datzelfde jaar nog de Copa Libertadores en de intercontinentale beker won. Hij scoorde zelfs het winnende doelpunt in de finale van de Copa Libertadores tegen Peñarol. Hij beëindigde zijn carrière in 1987 bij Pelotas.
Oliveira overleed op 17 september 2024 op 68-jarige leeftijd.